# Schubkopvliegenpikker
De schubkopvliegenpikker (Phyllomyias fasciatus) is een zangvogel uit de familie Tyrannidae (tirannen).

## Verspreiding en leefgebied
Deze soort komt voor in het oosten en zuidoosten van Zuid-Amerika en telt drie ondersoorten:
- P. f. cearae: oostelijk Brazilië.
- P. f. fasciatus: centraal Brazilië en noordoostelijk Bolivia.
- P. f. brevirostris: zuidoostelijk Brazilië, oostelijk Paraguay en noordoostelijk Argentinië.

## Status
De grootte van de populatie is niet gekwantificeerd maar de soort wordt omschreven als vrij algemeen. Op de Rode lijst van de IUCN heeft deze soort de status niet bedreigd.